# Sully-la-Chapelle
Sully-la-Chapelle ist eine französische Gemeinde mit 453 Einwohnern (Stand: 1. Januar 2022) im Département Loiret in der Region Centre-Val de Loire. Sie gehört zum Arrondissement Orléans, ist Teil des Kantons Châteauneuf-sur-Loire und des Gemeindeverbandes Les Loges. Die Einwohner werden Sullygeois genannt.

## Geografie
Sully-la-Chapelle liegt etwa 23 Kilometer ostnordöstlich von Orléans am Flüsschen Cens. Um den Ort herum breitet sich der Forêt d’Orléans, ein etwa 150.000 Hektar großes Waldgebiet, aus. Umgeben wird Sully-la-Chapelle von den Nachbargemeinden Chilleurs-aux-Bois im Norden, Ingrannes im Osten, Vitry-aux-Loges im Südosten, Fay-aux-Loges im Süden, Traînou im Westen sowie Loury im Nordwesten.

## Bevölkerungsentwicklung
| 1962                       | 1968 | 1975 | 1982 | 1990 | 1999 | 2006 | 2018 |
| -------------------------- | ---- | ---- | ---- | ---- | ---- | ---- | ---- |
| 303                        | 285  | 273  | 259  | 290  | 317  | 367  | 440  |
| Quellen: Cassini und INSEE |      |      |      |      |      |      |      |

## Sehenswürdigkeiten
- Kirche Saint-Sulpice aus dem 12. Jahrhundert, weitgehend im 19. Jahrhundert umgestaltet
- Schloss Claireau aus dem 15. Jahrhundert

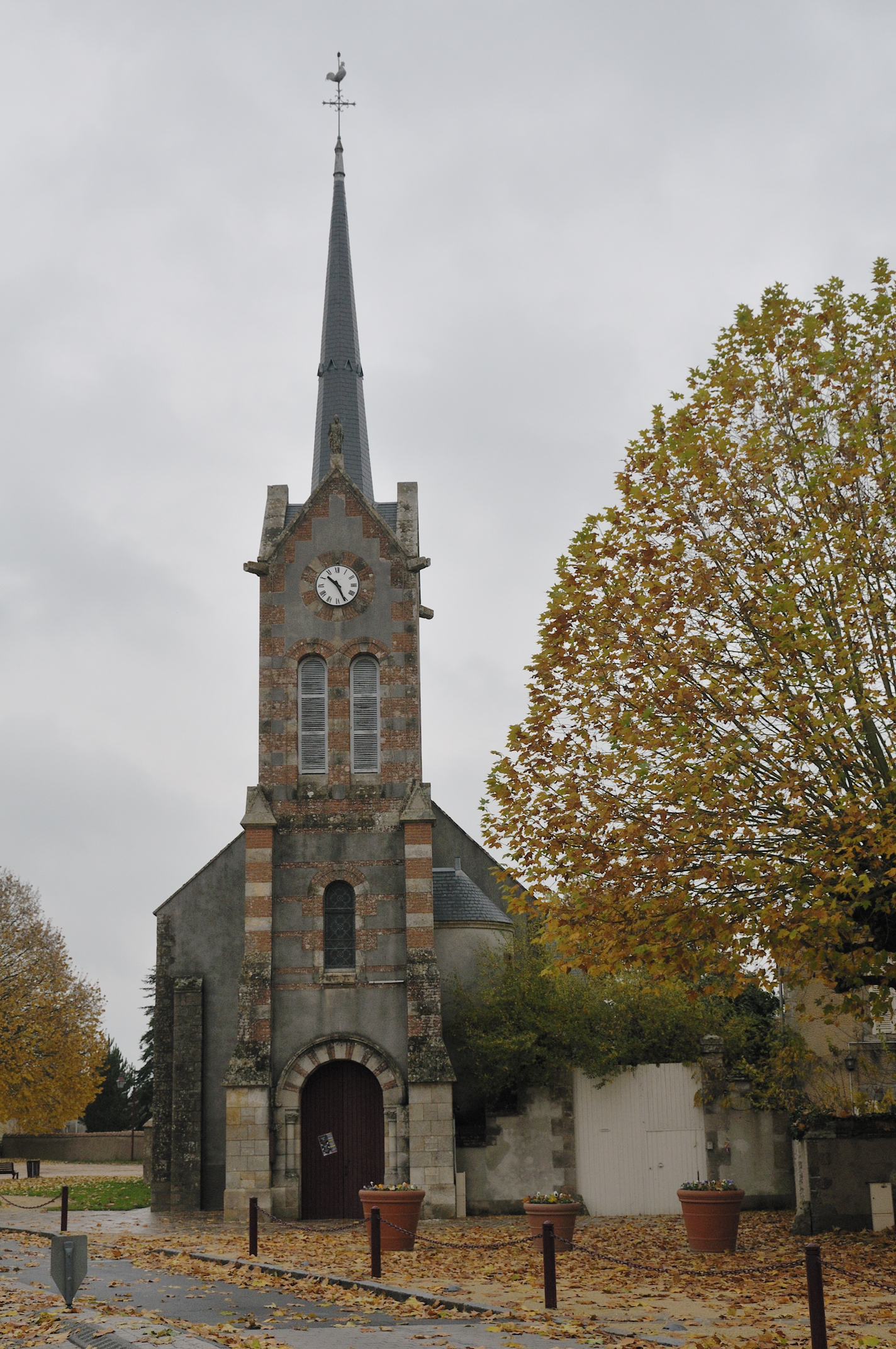
Kirche Saint-Sulpice

- Natura-2000-Gebiet

## Persönlichkeiten
- Martin Du Bellay (1703–1775), Bischof von Fréjus, geboren im Schloss Claireau.